# (21166) Nobuyukishouji
(21166) Nobuyukishouji (désignation provisoire 1993 XH) est un astéroïde de la ceinture principale découvert en 1993.

## Description
(21166) Nobuyukishouji a été découvert le 6 décembre 1993 à l'observatoire de Geisei à Kōchi (Japon) par Tsutomu Seki.

### Caractéristiques orbitales
L'orbite de cet astéroïde est caractérisée par un demi-grand axe de 2,22 UA, un périhélie de 1,87 UA, une excentricité de 0,16 et une inclinaison de 5,38° par rapport à l'écliptique. Du fait de ces caractéristiques, à savoir un demi-grand axe compris entre 2 et 3,2 UA et un périhélie supérieur à 1,666 UA, il est classé, selon la JPL Small-Body Database, comme objet de la ceinture principale.

### Caractéristiques physiques
(21166) Nobuyukishouji a une magnitude absolue (H) de 15,5 et un albédo estimé à 0,194.